# 9770 Discovery
För andra betydelser, se Discovery.
9770 Discovery eller 1993 EE är en asteroid i huvudbältet som upptäcktes den 1 mars 1993 av den japanska astronomen Takeshi Urata vid Nihondaira-observatoriet. Den är uppkallad efter rymdskeppet Discovery One i Arthur C. Clarkes bok 2001 – En rymdodyssé.
Asteroiden har en diameter på ungefär 7 kilometer.